# Jiří Růžička (herec)
Jiří Růžička mladší (8. ledna 1956 Praha – 20. února 1999 Praha) byl český herec a komik.
Pocházel z herecké rodiny, jeho rodiči byli herci Jiří Růžička st. (1932–2003) a Helena Růžičková (1936–2004). Pokoušel se nastoupit na konzervatoř, ale přijat nebyl, proto následně vystudoval střední ekonomickou školu a krátce pracoval jako prodavač. Později se u filmu přece jen prosadil, především hrál po boku své matky, s níž vystupoval i na zájezdech, kdy k dosažení komického účinku oba využívali mimo jiné své korpulentní postavy. Bylo období, kdy vážil téměř 300 kg.
Byl celkem třikrát ženatý. S poslední manželkou Helenou měl dcery Lucii a Kamilu, manželství bylo po osmi letech rozvedeno.
Zemřel ve Fakultní Thomayerově nemocnici v Praze. Jako příčina smrti jsou uváděny následky prodělané mozkové mrtvice.

## Filmografie

### Herec
- 1995 – Hořké léto
- 1993 – Fontána pro Zuzanu 2
- 1992 – Chobotnice 6. série (TV seriál)
- 1992 – Trhala fialky dynamitem - Jiří Karafiát
- 1991 – Slunce, seno, erotika - tlustý Josef
- 1989 – Slunce, seno a pár facek - tlustý Josef
- 1987 – Pravidla kruhu
- 1984 – Falošný princ
- 1984 – Poločas štěstí
- 1984 – S čerty nejsou žerty - tlustý čert
- 1983 – Fandy, ó Fandy - kreslič Urban
- 1983 – Sestřičky - hajný Krákora
- 1983 – Slunce, seno, jahody - tlustý Josef
- 1981 – Kopretiny pro zámeckou paní - Kvasnička
- 1980 – Co je doma, to se počítá, pánové... - Harry Novák
- 1975 – Pomerančový kluk
- 1975 – Tak láska začíná...
- 1973 – Tři oříšky pro Popelku - kuchtík
- 1968 – Farářův konec
- 1968 – Naše bláznivá rodina
- 1967 – Zázračný hlavolam

### Námět/scénář
- 1992 – Trhala fialky dynamitem